# Antíoc d'Atenes
Antíoc d'Atenes (en llatí Antiochus, en grec antic Ἀντίοχος) fou un militar atenenc al que Alcibíades, que era el seu amic, va deixar el comandament de la flota el 407 aC a Nòtion, amb estrictes instruccions de no enfrontar-se amb Lisandre.
Plutarc explica que l'amistat entre els dos homes va sorgir, quan Alcibíades, en una de les seves primeres aparicions a l'assemblea popular, va permetre que una guatlla domesticada que portava s'escapés de sota del seu mantell, cosa que va provocar la suspensió de l'assemblea fins que Antíoc va poder capturar la guatlla i li va tornar.
Antíoc, que era hàbil i arrogant, no va complir les ordres d'Alcibíades i es va enfrontar amb Lisandre i a la batalla va perdre 15 vaixells, i ell mateix va morir a la lluita. Aquesta derrota va ser la principal causa del segon desterrament d'Alcibíades, segons diuen Xenofont i Diodor de Sicília.